# 今日マチ子
今日 マチ子（きょう マチこ）は、日本の漫画家、イラストレーター。
東京都出身。東京藝術大学、セツ・モードセミナー卒。在学中よりライター兼イラストレーターとして活動。2004年より自身のブログではじめた1ページ漫画シリーズ『センネン画報』が口コミで評判となり人気を得る。漫画作品に『みかこさん』『cocoon』『アノネ、』『いちご戦争』など多数。思春期の少年少女を主題とする、青を基調とした透明感のあるカラー作品が特徴的で、装画などイラストレーションの仕事も多数手がけている。
コロナ禍の日常を描いた『#Stayhome』シリーズは2022年1月に『報道ステーション』で特集されるなどで注目され、2023年4月から6月まで「町田市民文学館ことばらんど」にて展示が行われた。
「今日マチ子」は筆名で、女優の京マチ子にちなんだもの。

## 来歴

### デビューまで
女子学院中学校・高等学校、東京藝術大学美術学部およびセツ・モードセミナー卒業。美大進学を考え始めたのは中学3年生のときで、美大受験のため高校在学中に御茶ノ水美術予備校の基礎科に通う。予備校での同級生に、後に漫画家となる近藤聡乃、映画監督となる松本佳奈がおり、3人でよく遊んでいた。また高校ではマンドリンギター部と軽音部に所属しており、マンドリンギター部の1年先輩に高校生ミュージシャンとして活躍していた柴原聡子（ロケット・オア・チリトリ）がいた。
東京藝術大学では現代アートを扱う先端芸術表現科に一期生で入り、この科で同人誌の制作・出版や自費流通の方法のプレゼンなどをしていた。
大学2年目から実家通いとなり通学時間が長くなったことをきっかけに、電車内でできることとして1ページのミニコミフリーペーパー『Juicy Fruits』の発行を同人作家として開始（2000年10月）。「ガーリー」をテーマにしたA5判片面印刷のモノクロ新聞で、ほぼ3日に1号を発行、3人の名前を使い分けていたが実際には取材・執筆・イラストすべて一人でこなしていた。紙面内容については90年代中期の『Olive』や、同じ女子学院の卒業生でそのころに初単行本を出していた辛酸なめ子の影響があるという。当初は知人に配るというかたちで配布していたが、辛酸なめ子に会いに行った際、自費出版を扱う書店タコシェの店員と知り合い、2001年初頭からは10号ずつまとめてカラーの表紙をつけたものを店頭に置いてもらうようになった。
これらと平行して、在学中よりライター兼イラストレーターとして活動を開始。なお在学中には都築響一のもとに短期間インターンにも行っており、取材や記事執筆の姿勢に関し影響を受けたという。卒業直後は辛酸なめ子の紹介でみくに出版のアルバイトなどをしていたが、ここでイラストを描けるということから漫画の執筆を頼まれ、はじめてコマを割って受験漫画「実録！中学受験」を描く（みくに出版『進学レーダー』2003年夏・冬号初出。後年5編をまとめて『セキララ中学受験』として出版）。この作品が漫画家としての実質上のデビュー作となった。

### 『センネン画報』
大学卒業前後の2004年、200号を迎えた『Juicy Fruits』を休刊。入れ替わりで同年7月28日、知ったばかりのブログを開設し、このブログで1ページ漫画『センネン画報』の掲載を始める。『センネン画報』は当初はナンセンスギャグ中心のモノクロ漫画であったが、萩原朔太郎・宮沢賢治などの近代詩を読み返したことをきっかけに作風に変化。一度モノローグが増えた後で言葉自体がいらなくなり、思春期の少年少女を中心に据えたサイレント作品となった（叙情性やエロスに関しては、小学生のころから好きだった寺山修司が源流としてあるという）。この変化と平行して、コピックの着彩による、青を基調とした透明感のある画風を確立、また文房具や包装紙といった身近な物を作品の中で暗喩的に用いる独特の手法を開拓する。
『センネン画報』は口コミで人気が拡がっていったことから次第に知られるようになり、2006年および2007年と2年連続で文化庁メディア芸術祭において審査委員特別推薦作品に入選。2008年には太田出版より、書き下ろし漫画を加えた選集版として『センネン画報』を出版、2010年にはオールカラーで第2巻が刊行された。前者には森見登美彦、後者には松本隆による推薦コメントが帯に付されている。どちらもTBSの『王様のブランチ』の書籍紹介コーナーでも紹介され、第2巻が紹介された際には作者インタビューの模様も放送された。
『センネン画報』はその名の通り1000枚を目標に始められたが、この目標が2007年7月7日に達成された後も続けられ、今日マチ子のライフワーク的な作品となっている。2012年4月からは少女と戦争をテーマにした新たなシリーズ「いちご戦争」の掲載が開始され、2014年7月に作品集として刊行。翌年に第44回日本漫画家協会賞大賞を受賞した。
2018年5月、出版から10年経過することを記念して、オールカラーの増補改良版『センネン画報 ＋10 years』の刊行が発表されている。

### 『みかこさん』
この間の2005年ころ、みくに出版の編集者から人づてに講談社『モーニング』の編集者を紹介され持ち込みを行い、この編集者の指導で以後毎週、既存の漫画作品を模写した絵を見せに行くようになる。その後この編集者から紹介され、『Ns'あおい』を連載していたこしのりょうのアシスタントを半年間経験、ここで漫画制作の基本的なノウハウを学んだ。この期間にまとまったページ数の漫画も描き、『モーニング』主催のちばてつや賞のほか『アフタヌーン』『りぼん』『アックス』などさまざまな雑誌へ投稿していたが、成果は得られなかった。他方でフジテレビのサイトで『七夕委員』、三井住友銀行のサイトで『ミドリさん』を連載するなど、漫画誌以外では漫画の仕事が入っていた。
その後前述のように『センネン画報』が書籍化され、これを『モーニング』の編集者にも送ったところ、『センネン画報』のような路線でネームを切るように指示される。こうして生まれたのが『モーニング』の公式サイトなどで連載された、無口な女子高生を主人公とした青春ものの作品『みかこさん』であった。『みかこさん』は、毎回4ページのカラーコミックで、路線や手法は『センネン画報』を引き継ぎながらも、主要人物二人（のち4人）の心の動きやすれ違いを追いながら『センネン画報』にはないストーリー性を持った作品となっている。連載は2009年1月から2013年10月まで続き、単行本は全7巻で刊行、巻数としてはこれまでの今日作品のなかで最長の作品である。

### 戦争漫画、その他
『みかこさん』開始後の2009年5月より、『エレガンスイブ』にて『cocoon』の連載を開始（2010年7月まで）。この作品は沖縄出身の担当編集のアイディアから始まった、ひめゆり学徒隊をモチーフとした戦争漫画である。男の兵隊は繭のかたちでいっさい顔が描かれないなど、現地取材を経ながらも少女の世界を裏のテーマに据えた独特な解釈がほどこされており、それまでの日常を扱った作品から「戦争」という非日常へ題材を広げる転機となった。『cocoon』は2010年、文化庁メディア芸術祭にて審査委員会推薦作品に入選、2013年には藤田貴大率いる劇団『マームとジプシー』によって舞台化されている。
なお『マームとジプシー』に関してはすでにこの前年7月、共作による舞台『マームと誰かさん 今日マチ子さんとジプシー』が上演されており、このときに作られた物語をもとに共作漫画『mina-mo-no-gram』が制作されている。この作品は『マームとジプシー』の舞台の特徴である、象徴的な場面を調子を変えながら繰り返すリフレインの手法を取り入れた一風変わった作品となっている。
2011年4月からは、戦争ものの第2弾として『アンネの日記』をモチーフにした『アノネ、』を『エレガンスイブ』に連載（2013年6月まで）。人名などを日本風に翻案したうえでアンネ（花子）とその家族が死に追いやられるまでの過程を追いつつ、アンネとヒトラーとの架空の邂逅をイメージの世界において描きだした。『アノネ、』は第17回文化庁メディア審査委員会推薦作品に選出。このほかにも東日本大震災を背景として描かれた『みつあみの神様』、『かことみらい』、『U』などのSF色のある作品など、多数の漫画誌における連載で様々な試みが行われている。2014年には『みつあみの神様』などの作品によって手塚治虫文化賞新生賞を受賞した。
2015年には長崎原爆をテーマにした『ぱらいそ』を発売。また、お菓子をモチーフに戦争を手帖に描いた『いちご戦争』は日本漫画家協会賞大賞「カーツーン部門」を受賞。同年夏には『マームとジプシー』によって『cocoon』が再演、2022年には3度目となる再々演が行われた。
2023年6月27日、2025年夏にNHKにて『cocoon』がアニメ化されることが発表。元スタジオジブリの舘野仁美がアニメーションプロデューサーを、アニメーション制作はササユリが担当する。 NHK BSにて3月29日深夜24:25から放送（60分）され、8月にはNHK総合（地上波）での放送も予定されている、声優はサン役に伊藤万理華、マユ役に満島ひかり、監督は伊奈透光、音楽は牛尾憲輔が担当する。
2025年8月7日には広島の原爆をテーマにした作品『おりずる』を秋田書店から上下巻同時発売。

## 受賞など
- 2005年 - 糸井重里『ほぼ日刊イトイ新聞』主催「ほぼ日マンガ大賞」入賞（投稿作品）
- 2006年 - 文化庁メディア芸術祭 審査委員会推薦作品（Web『今日マチ子のセンネン画報』）
- 2007年 - 文化庁メディア芸術祭 審査委員会推薦作品（Web『今日マチ子のセンネン画報』）
- 2009年 -『このマンガがすごい!』（宝島社） オンナ編24位（書籍『センネン画報』 ）
- 2009年 -『BRUTUS』（マガジンハウス） 2009年1月1日・15日合併号の特別付録「2009年のキーパーソン30人を知る本ガイドにて、漫画家としてはただ一人「センネン画報」の今日マチ子が選ばれる。
- 2010年 - 文化庁メディア芸術祭 審査委員会推薦作品（『cocoon』）
- 2011年 - ダ・ヴィンチ電子書籍アワード2011 電子書籍コミック・絵本賞（iPhone App『センネン画報』）
- 2013年 - 文化庁メディア芸術祭 審査委員会推薦作品（『アノネ、』）
- 2014年 - 手塚治虫文化賞新生賞（2013年の出版物に対して）
- 2015年 - 日本漫画家協会賞大賞「カーツーン部門」（『いちご戦争』）
- 2015年 - iBooks Best of 2015 「女性マンガ部門」（『ぱらいそ』）
- 2023年 -『このマンガがすごい!』（宝島社） オンナ編16位（書籍『かみまち』 ）[31]

## 作品リスト

### 漫画作品
※単行本出版順
センネン画報
センネン画報 太田出版、2008年5月/センネン画報その2 太田出版、2010年5月/iPhone用アプリ版 1 2
初出：2004年よりブログに連載
快楽のコンシェルジュ
島田雅彦との共著、エフエム東京、2008年7月
※島田がパーソナリティーを務める同名のラジオ番組で放送されたエピソードを今日マチ子が漫画化したもの。
セキ☆ララ中学受験
みくに出版、2009年5月
初出：みくに出版『進学レーダー』2003年夏・冬号（「実録！中学受験」）など
みかこさん
講談社、2009年10月 - 2014年1月、全7巻
初出：2009年4月-2013年10月まで『モーニング』公式ウェブサイトほかで連載
100番目の羊
廣済堂出版、2009年11月
初出:廣済堂のオンラインマガジン『読んどこ!』連載
ミドリさん
PHP研究所、2009年12月
初出：三井住友銀行ウェブサイトにて連載 
七夕委員
河出書房新社、2010年7月/iPhone・iPad用アプリ版
初出:フジテレビのウェブマガジン『少年タケシ』にてFLASHアニメーションとして連載
cocoon
秋田書店、2010年8月
初出：秋田書店『エレガンスイブ』2009年5月号 - 2010年7月号連載
かことみらい
祥伝社、2011年8月
初出：祥伝社『FEEL YOUNG』2009年10月号 - 2011年6月号連載
みんなでつくった きいろいきもち
きいろいきもち制作委員会との共著、マガジンハウス、2011年11月
初出：ハウスウェルネスフーズ「C1000」キャンペーンサイトに連載。ツイッターとの連動企画。
アノネ、
秋田書店、（上）2012年12月/（下）2013年7月
初出：秋田書店『エレガンスイブ』2011年4月号 - 2013年6月号連載
U
太田出版、2013年5月
初出：太田出版『マンガ・エロティクスF』vol.66 - vol.77連載
mina-mo-no-gram
秋田書店、2013年7月
初出：秋田書店『エレガンスイブ増刊 もっと!』vol.1 - vol.3連載
みつあみの神様
集英社、2013年7月
初出：集英社『ジャンプ改』2011年10月号 - 2013年6月号連載
ガールズ美術
イースト・プレス、2013年11月
初出：小学館『月刊フラワーズ』2010年5月 - 2011年12月連載
ヒカリとツエのうた
集英社、2014年5月
初出：集英社『アオハル』にて連載。
5つ数えれば君の夢
秋田書店、2014年8月
初出：秋田書店『Champion タップ!』2014年2月 - 6月連載
ニンフ
太田出版、2015年4月
初出：秋田書店 マンガ・エロティクスF』で連載の後、「ぽこぽこ」へ移籍。
いちご戦争
河出書房新社、2015年7月
初出：センネン画報にて連載の後。
ペコポコ
PHP研究所、2015年7月
初出：文蔵。
吉野北高校図書委員会(1) - (3)
KADOKAWA/メディアファクトリー、2015年4月
初出：KADOKAWA/メディアファクトリー『ダ・ヴィンチ』にて連載。
ぱらいそ
秋田書店、2015年7月
初出：秋田書店『エレガンスイブ』2015年3月号 - 2015年6月号連載
百人一首ノート
KADOKAWA/メディアファクトリー、2016年3月
初出：KADOKAWA/メディアファクトリー『ダ・ヴィンチ』にて連載。
猫嬢ムーム(1) - (2)
講談社、2016年3月
初出：講談社『KISS』『ハツキス』にて連載。
もものききかじり（上・下）
文藝春秋、2018年1月
初出：資生堂「花椿」連載
センネン画報 +10 years
太田出版、2018年5月
初出：オールカラー増補改訂版
ときめきさがし
竹書房、2018年12月
初出：竹書房『まんがライフオリジナル』にて連載。
スノーボール
集英社、2018年12月
初出：集英社『ザ・マーガレット』にて連載。
Distance わたしの#stayhome日記
rn press、2021年5月
初出：非常事態宣言下、Twitterで投稿していたもの
夜の大人、朝の子ども
幻冬舎、2022年4月
初出：非常事態宣言下、Twitterで投稿していたもの
Essential わたしの#stayhome日記 2021-2022
rn press、2022年5月
初出：非常事態宣言下、Twitterで投稿していたもの
From Tokyo わたしの#stayhome日記2022-2023
rn press、2023年5月
初出：非常事態宣言下、Twitterで投稿していたもの
かみまち (上)(下)
集英社、2023年8月
すずめの学校 (1~3巻)
竹書房、2025年3月
きみのまち 歩く、旅する、書く、えがく
rn press、2024年7月
初出：noteに投稿していたエッセイとイラストをまとめたもの
おりずる (上)(下)
秋田書店、2025年8月

### 連載中
- 双子のマトリョーシカ（小学館『maybe!』）不定期、漫画
- 雲のうえFM（『ほぼ日刊イトイ新聞』2022年2月4日 - ）漫画、「今日の小ネタ劇場。」の漫画化

未単行本化・未収録作品
- 鬼と羽衣 （『FEEL YOUNG』、祥伝社）連載終了・未単行本化
- あしたの恋の空もよう 百葉箱（『MiChao!』、講談社）連載終了
- キキミミ（『ガールズジャンプ』、集英社）
- トンネル（『ガールズジャンプ』、集英社）
- ラブ☆トレイン（Livedoor）連載終了
- 0時限（『別冊文藝春秋』、文藝春秋）
- 猫時限（『別冊文藝春秋』、文藝春秋）
- アンゴラとレッキス（『WEB MAGAZINE SPOTLIGHT』にて）連載終了
- デッドライン（講談社『esora』休刊により連載終了）
- shimanepisode 行き先しまね、幸先よし。（ふるさと島根定住財団Webサイト）
- おりずる（『Eleganceイブ』2024年5月号 - 2025年8月号）

### 画集・絵本
- 炭酸水の底 今日マチ子作品集2007-2011（洋泉社、2011年10月）イラスト、単行本未収録漫画などを収録
- ぼくのおひめさま -人魚姫 灰かぶり-（パイインターナショナル、2012年2月）絵本。やくしまるえつこの朗読CD付
- ぼくのおひめさま -親指姫 白雪姫-（パイインターナショナル、2012年6月）同上
- いづみさん（筑摩書房、2019年5月　文・青柳 いづみ／挿絵漫画・今日マチ子）
- ゆっくりおやすみ、樹の下で（朝日新聞出版、2018年6月　高橋源一郎著／今日マチ子挿絵・表紙）
- すきって いわなきゃ だめ？ 恋の絵本（岩崎書店、2019年5月　文・辻村深月／絵・今日マチ子による絵本）

### イラストレーション
書籍装画
- 吉野北高校図書委員会（山本渚、メディアファクトリー、2008年7月）
- フルタイムライフ（柴崎友香、河出書房新社、2008年11月）
- 吉野北高校図書委員会2 委員長の初恋（山本渚、メディアファクトリー（2009年2月）
- ガール・ミーツ・ガール（誉田哲也、光文社、2009年4月）
- 貝殻チェリー（青山こはる、講談社、2009年5月）
- 僕は運動おんち（枡野浩一、集英社、2009年6月）
- 明日、アリゼの浜辺で（秦建日子、新潮社、2009年12月）
- 吉野北高校図書委員会3 トモダチと恋ゴコロ（山本渚、メディアファクトリー、2009年12月）
- 早稲田文学増刊U30（早稲田文学会、2010年2月）
- 世界でいちばん淋しい遊園地（西田俊也、角川書店、2010年5月）
- 愛情物語 赤川次郎ベストセレクション（角川書店、2010年10月）
- 魔女たちの長い眠り 赤川次郎ベストセレクション（角川書店、2011年1月）
- おやすみ、テディ・ベア（下）赤川次郎ベストセレクション（角川書店、2011年11月）
- トマト・ケチャップ・ス（東直子、文藝春秋、2012年3月）
- 季刊 yom yom（新潮社、2012年4月 - ）
- あの雲を追いかけて（アレックス・シフラー、竹書房、2012年10月）
- 彼らが本気で編むときは、（PARCO出版、2017年1月、ISBN 978-4865062038）
- 人生を狂わす名著50（三宅香帆、ライツ社、2017年9月）
- おしごとのおはなし　まんが家　ゆめはまんが家！（小林深雪、講談社、2017年11月）
- たまねぎとはちみつ（瀧羽 麻子、偕成社、2018年11月）
- 戦争がわたしたちを見つめている　戦争文学セレクション（汐文社、2025年3月）

挿絵
- 小さな神様 （『ビッグコミックスペリオール』掲載の石井光太による連載の挿絵）
- 今日の食べ物　（『レタスクラブ』掲載の福田里香による連載の挿絵）

その他
- 猫嬢ムームの美術のたしなみ （『SPUR』のアート欄にて不定期連載。イラストエッセイ）
- May J.「Dear...」 （PVイラスト、2007年5月）
- 松本隆に捧ぐ−風街DNA-（ジャケットイラスト、UNIVERSAL MUSIC、2010年5月）
- アニメ『化物語』（第9話エンドカード）
- AKB48「鈴懸の木の道で「君の微笑みを夢に見る」と言ってしまったら僕たちの関係はどう変わってしまうのか、僕なりに何日か考えた上でのやや気恥ずかしい結論のようなもの」（裏ジャケットイラスト、キングレコード、2013年12月）
- 映画『アフター・ヤン』（イメージイラスト、2022年10月[36]）
- 『本』挿画（講談社/本）＊表紙挿画
- 今日マチ子のシネマ月報（宝島社『spring』）毎月、イラスト

## メディア・ミックス
『cocoon』：2025年NHKによってアニメ化。2025年8月にNHK総合で本放送予定。
『cocoon』：2013年、劇団『マームとジプシー』によって舞台化。2015年、2022年に再演。
『みつあみの神様』：プロダクションI.G制作、板津匡覧の初監督作品。第49回ワールドフェスト・ヒューストン国際映画祭にてクラシック・セル・アニメーション部門のプラチナ賞（最優秀賞）をはじめ、数々の賞を受賞。